# Карл-Гайнц Вебер
Карл-Гайнц «Бенджамін» Вебер (нім. Karl-Heinz „Benjamin“ Weber; 30 січня 1922, Герінгсдорф, Веймарська республіка — 7 червня 1944, Руан, Франція) — німецький льотчик-ас винищувальної авіації, гауптман люфтваффе (1 березня 1944). Кавалер Лицарського хреста Залізного хреста з дубовим листям.

## Біографія
В 1939 році вступив добровольцем в люфтваффе. Після закінчення авіаційного училища 1 жовтня 1940 року зарахований в 7-у ескадрилью 51-ї винищувальної ескадри. Учасник битви за Британію та Німецько-радянської війни. Свою першу перемогу здобув 24 червня 1941 року. 25 жовтня на його рахунку були вже 12 збитих радянських літаків. З листопада 1941 року — командир навчальної ескадрильї своєї ескадри. 6 серпня 1942 року здобув 20-у перемогу. 3 лютого 1943 року збив 3 літаки і кількість його перемог зросла до 31, 7 травня 1943 року — 4 літаки (40-43 перемоги). З 1943 року командував 7-ю ескадрильєю 51-ї винищувальної ескадри. 13 серпня 1943 року здобув свою 100-у перемогу. 3 червня 1944 призначений командиром 3-ї групи 1-ї винищувальної ескадри. Загинув у бою з британськими винищувачами.
Всього за час бойових дій здійснив 529 бойових вильотів і збив 136 радянських літаків.

## Нагороди
- Нагрудний знак пілота
- Залізний хрест
  - 2-го класу (6 липня 1941)
  - 1-го класу (17 серпня 1941)
- Почесний Кубок Люфтваффе (21 вересня 1942)
- Нагрудний знак «За поранення» в чорному
- Авіаційна планка винищувача в золоті з підвіскою «500»
- Німецький хрест в золоті (16 березня 1943)
- Лицарський хрест Залізного хреста з дубовим листям
  - лицарський хрест (12 листопада 1943) — за 100 перемог.
  - дубове листя (№529; 20 липня 1944, посмертно) — за 136 перемог.